# Bellburns
Bellburns es un pueblo canadiense situado en la provincia de Terranova y Labrador.

## Superficie
Bellburns tiene una superficie de 8,83 km².

## Demografía
En 2021, tenía 52 habitantes, una densidad poblacional de 5,9 hab./km², y 41 viviendas.